# Anastazije II., papa
Anastazije II., papa od 24. studenog 496. do 16. studenog 498.